# Sherko Bekas
Sherko Bekas (kurd. Şêrko Bêkes) (ur. 2 maja 1940 w As-Sulajmanijja, zm. 4 sierpnia 2013 w Sztokholmie) – kurdyjski poeta.

## Życiorys
Urodził się 2 maja 1940 roku w As-Sulajmanijja, jako syn innego kurdyjskiego poety, Fayaka Bekasa. W roku 1965 przystąpił do kurdyjskiego ruchu narodowowyzwoleńczego, gdzie pracował w rozgłośni radiowej Głos Kurdystanu. Ze względu na polityczne prześladowania Kurdów w Iraku, musiał opuścić kraj. Wyjechał do Szwecji, w której przebywał w latach 1987-1992 jako uchodźca polityczny.
Po kilku miesiącach walki z chorobą, zmarł na raka 4 sierpnia 2013 w Sztokholmie.

### Poezja
Sherko Bekas uważany jest za twórcę nowego typu wiersza w poezji kurdyjskiej, nazwanego Rûwange.  Stworzenie owej formy było zerwaniem ze starymi elementami wiersza występującymi w kurdyjskiej literaturze, takimi jak np. rym. 
Wiele dzieł poety przetłumaczono na inne języki, między innymi: angielski, arabski, szwedzki, niemiecki, francuski, włoski czy holenderski.

## Twórczość
- Tirîfey Helbest, Salman al-Azami Publishers, 1968.
- Kawey Asinger: Dastanêkî honrawayî sar shanoye le no tabloda, Saydiyan Publishers, 1971.
- Marâyâ saghírah, z ilustracjami Fuada Alego; Al-ahâli Publishers, 1988.
- Dall : çîrokî şê'r, Apec Publishers, 1989.
- Derbendî Pepûle, Apec Publishers, 1991.
- Små speglar: dikter 1978–1989, Publ. House of Kurdistan, 1989.
- Dîwanî Şêrko Bêkes, zbiór wierszy t. I; Sara Publishers, 1990.
- Dîwanî Şêrko Bêkes, zbiór wierszy t. II; Sara Publishers, 1992.
- Dîwanî Şêrko Bêkes, zbiór wierszy t. III; Apec Publishers, 1995.
- Gulbijêrek ji helbestên (Selected Poems); Apec Publishers, 1991.
- Mêrgî zam-, mêrgî hetaw, Kurdistans folkförb., 1996.
- Xaç û mar û roj-jimêrî şa'êrê, Apec Publishers, 1997.
- The secret diary of a rose: a journey through poetic Kurdistan, tłumaczenia wierszy Bekasa na język angielski, 1997.
- Bonname : Şê'r, Binkey Edeb û Rûnakbîrî Gelawêj, 1998.
- Çirakanî ser helemût : pexşan, Sardam Publishers, 1999.
- Piyawî la-darsew : Şê'r. 2000.
- Qesîdey Rengdan, Xak Publishing Center, 2001.
- Ezmûn: 1985–2000, Sardam Publishers, 2001.
- Jîn û Baran, Silêmanî Library, 2001.
- Ji nav Şêrên min. Avesta Publishers, 2001.
- Xom ew wextey balindem!, Sardam Publishers, 2002.
- Kukuxîtya bizêweke, wiersze dla dzieci; Sardam Publishers, 2003.